# Iwan Fiesin
Iwan Iwanowicz Fiesin (ros. Иван Иванович Фесин, ur. 11 czerwca?/24 czerwca 1904 w chutorze Murawlow w Obwodzie Wojska Dońskiego (obecnie w obwodzie rostowskim), zm. 23 grudnia 1991 w Moskwie) – radziecki generał major, dwukrotny Bohater Związku Radzieckiego (1943).

## Życiorys
Do 1917 uczył się w szkole w miejscowości Ust'-Biełokalitwienskaja (obecnie Biełaja Kalitwa), później pracował jako robotnik rolny, a 1923-1926 wyrobnik w kopalni w Krasnodonie. Od września 1926 służył w Armii Czerwonej (w Północnokaukaskim Okręgu Wojskowym), w 1930 ukończył szkołę piechoty we Władykaukazie, dowodził plutonem i później dywizjonem wojsk OGPU, był naczelnikiem szkoły pułkowej pułku kawalerii w Północnokaukaskim Okręgu Wojskowym. W 1934 został naczelnikiem szkoły pułkowej pułku NKWD w Grozny, 1937-1940 dowodził batalionami NKWD w Rostowie nad Donem i Białymstoku, później pracował w szkole wojskowej NKWD jako wykładowca i dowódca batalionu, w maju 1941 zaocznie ukończył Akademię Wojskową im. Frunzego. Po ataku Niemiec na ZSRR brał udział w walkach jako szef oddziału wywiadowczego sztabu 259 Dywizji Piechoty i w sierpniu 1941 dowódca 939 pułku piechoty na Froncie Rezerwowym i Północno-Zachodnim, 20 sierpnia 1941 został ranny, leczył się do listopada. W maju 1942 skończył przyśpieszony kurs Wojskowej Akademii Sztabu Generalnego ewakuowanej do Ufy, od sierpnia 1942 do lutego 1943 dowodził brygadą na Froncie Zachodnim i Woroneskim, uczestniczył m.in. w operacji ostrorożsko-rossoszańskiej i charkowskiej, w tym w wyzwoleniu Rossoszy, 17 stycznia i 14 lutego 1943 był ranny. 14 lutego 1943 otrzymał stopień pułkownika, a 17 listopada 1943 generała majora. Od czerwca 1943 do czerwca 1944 dowodził 236 Dywizją Piechoty na Froncie Południowo-Zachodnim, Stepowym i 3 Ukraińskim, brał udział w operacji donbaskiej, dniepropietrowskiej, nikopolsko-krzyworoskiej, bieriezniegowato-snigiriowskiej i odeskiej, w nocy na 26 września 1943 oddziały dywizji pod jego dowództwem sforsowały Dniepr w rejonie wsi Soszynowka w rejonie wierchniednieprowskim i umocniły się na uchwyconym przyczółku. Od czerwca do sierpnia 1944 z powodu choroby przebywał w sanatorium w Kisłowodzku, od sierpnia 1944 do kwietnia 1948 był naczelnikiem moskiewskiej szkoły piechoty, w grudniu 1949 ukończył Wyższą Akademię Wojskową i został w niej wykładowcą, w 1953 został kandydatem nauk wojskowych, a w 1958 adiunktem, w październiku 1965 został zwolniony do rezerwy. W 1968 otrzymał honorowe obywatelstwo miasta Rossosz.

## Odznaczenia
- Złota Gwiazda Bohatera Związku Radzieckiego (dwukrotnie – 1 marca 1943[1] i 1 listopada 1943)
- Order Lenina (dwukrotnie – 1 marca 1943 i 19 listopada 1951)
- Order Czerwonego Sztandaru (dwukrotnie – 5 listopada 1946 i 30 grudnia 1956)
- Order Suworowa II klasy (19 marca 1944)
- Order Wojny Ojczyźnianej I klasy (11 marca 1985)
- Order Czerwonej Gwiazdy (dwukrotnie – 30 stycznia 1943 i 3 listopada 1944)

I medale.